# Proacidalia wilemana
Proacidalia wilemana är en fjärilsart som beskrevs av Shinji Kuwayama 1921. Proacidalia wilemana ingår i släktet Proacidalia och familjen praktfjärilar. Inga underarter finns listade i Catalogue of Life.